# Baszrai iskola
A baszrai iskola az arab nyelvvel kapcsolatos nyelvészeti és filológiai tudományos kutatások egyik fő irányzata volt a 8-10. század között, amely nevét Baszra dél-iraki városáról kapta. A rivális kúfai iskolától leginkább szigorúan normatív megközelítésével tért el.

## Az irányzat
A 636-ban táborvárosként újonnan alapított Baszra, Dél-Mezopotámia mezőgazdaságába és Perzsa-öböl kereskedelmébe bekapcsolódva, az egész középkorban népes és pezsgő kultúrájú város és – különösen Bagdad 762-es megalapítása előtt – a kibontakozó vallás-, jog- és nyelvtudományi kutatások, valamint a szépirodalom egyik legfőbb centruma volt. Az arab nyelvészet megalapítójának tartott 7. századi Abu l-Aszvad ad-Duali munkássága is jórészt Baszra városához kötődött, de az iskola maga csak a 8. század folyamán jött létre a legkiemelkedőbb nyelvészek és filológusok tevékenysége révén. A kúfai iskolához hasonlóan a 10. században vesztette el jelentőségét: részben Bagdad, részint a függetlenedő részfejedelemségek tudósai vitték tovább a két irányzat munkáját, törekedve ellentéteik elsimítására és eredményeik szintetizálására. (Közülük a bagdadi iskola tett szert nagyobb jelentőségre.)
A Baszrában folyó nyelvészeti kutatásokhoz és rendszerező munkához – ahogy Kúfában is – szorosan kapcsolódott a pogány kori és kortárs beduinok költészetének gyűjtése, amit a Korán mellett az ékes és helyes arab nyelv forrásainak tekintettek. A nyelvtani szabályokat ugyanis a szent könyvből és a kaszídákból merített bizonyító helyekkel (sáhid, tbsz. saváhid) megtámogatva igyekeztek megalkotni. Rendszerükbe (a kúfai iskolával ellentétben) csak több forrásból igazolható jelenségeket, szóalakokat vettek be, az egyéni eltéréseket a kivételek (sáddz tbsz. saváddz) körébe sorolták. A kutatások a lexikográfia alapjait is megvetették: az összegyűjtött versanyagból leszűrt szókincsből különféle tematikus gyűjteményeket alkottak, pl. a tevével, a lóval, az esővel, az emberi természettel kapcsolatos szavakból, kifejezésekből. Előszeretettel gyűjtötték a ritka, furcsa kifejezéseket (garíb).

## A baszrai iskola tudósai
Az iskola első generációjához tartozott Ísza ibn Umar asz-Szakafi (†766/767), a ma már elsősorban irodalomelméleti munkásságáról ismert Halíl ibn Ahmad (†786) és a közel százéves korában elhunyt Júnusz ibn Habíb (†800 k.). Az ő tanítványuk volt minden idők legnagyobbra tartott arab nyelvésze, a fiatalon elhunyt, perzsa származású Szíbavajhi (†796 k.) A későbbi baszrai nyelvészek közül Muhammad ibn Jazíd al-Mubarrad (†898) és Muhammad ibn Durajd (†933) emelkedett ki. A nomádok szájhagyományában élő versek gyűjtésében jeleskedő korai filológusok közül Abu Amr ibn al-Alá (†770), a későbbiekben pedig főleg Abd al-Malik ibn Kurajb al-Aszmai (†831) és az ő tanítványai – köztük Abu Hátim asz-Szidzsisztáni (†864 k.), Ibn Durajd mestere és Abu Szaíd asz-Szukkari (†888) – kötődtek Baszrához és a baszrai iskolához.
A baszrai iskola híre olyan nagy volt, hogy több, a tevékenységét később szabadabb szellemben Kúfában folytató tudós baszrai mestereknél kezdte tanulmányait (a legfontosabb közülük a Halíl ibn Ahmad mellett tanuló Ali ibn Hamza al-Kiszái, Szíbavajhi nagy riválisa volt).